# Formosatettix longicornia
Formosatettix longicornia är en insektsart som beskrevs av Ren, Bingzhong, L. Wang och X. Sun 2003. Formosatettix longicornia ingår i släktet Formosatettix och familjen torngräshoppor. Inga underarter finns listade i Catalogue of Life.